# ブールバール (富山市)
ブールバールは、富山県富山市の富山駅北を南北に貫く道路である。

## 概要

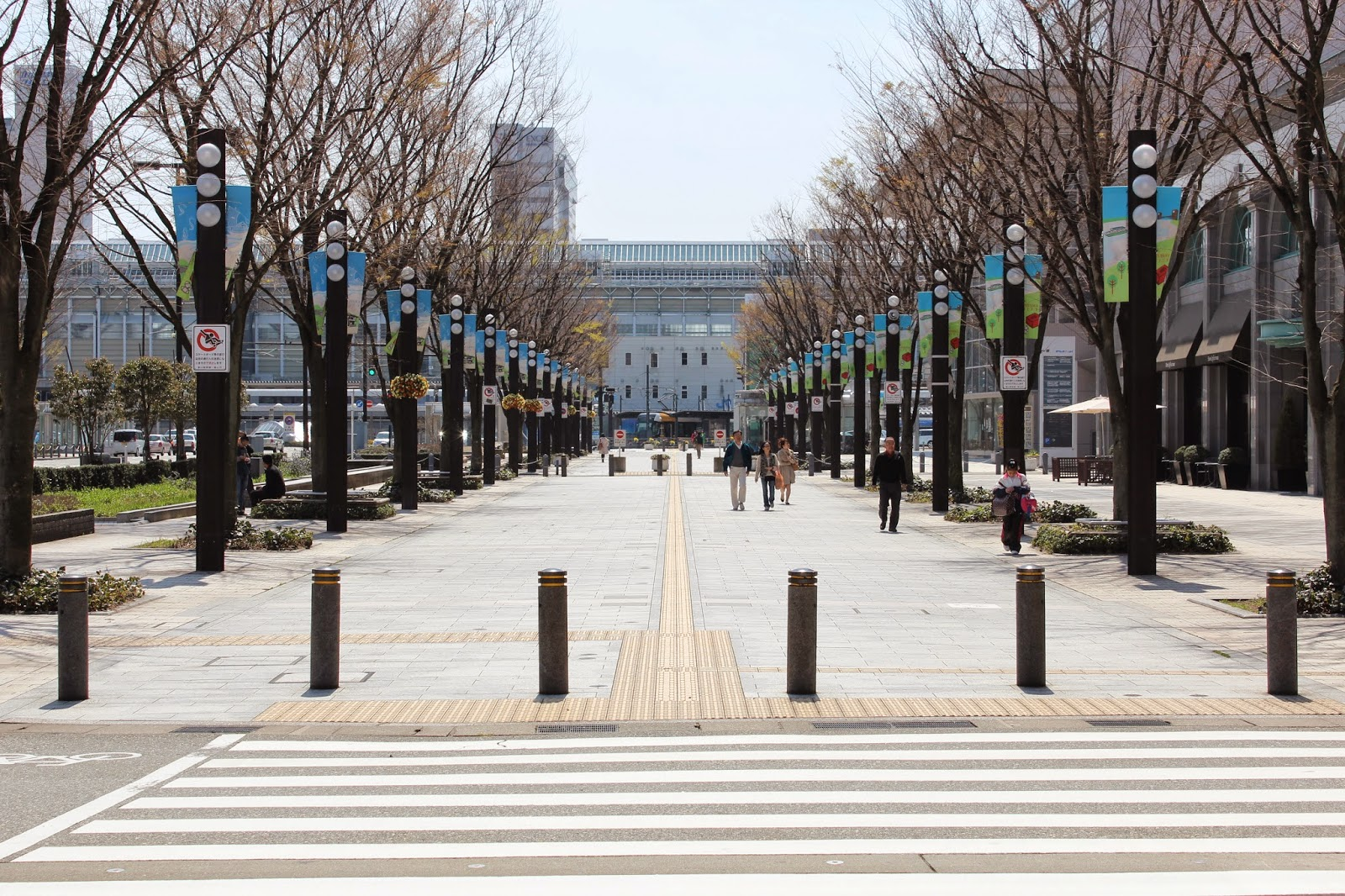
駅北ブールバール

富山駅北のまちづくりを進めるため実施された事業の「とやま都市MIRAI計画」において整備が行われ、幅30m（全幅60m）
の歩道が設置されている市道富山駅北線を軸としたエリアである。
また、2020年（令和2年）3月に
富山駅において路面電車の南北接続や南北自由通路が完成したほか、2021年（令和3年）3月には路面電車の新停留場が設置され、利便性が向上した。

## 沿道

### 沿線の主な施設
- 富山駅
- アーバンプレイス
- 富山市芸術文化ホール（オーバード・ホール）
- オークスカナルパークホテル富山
- 北日本放送
- 富山市総合体育館
- とやま自遊館
- 富岩運河環水公園

### 沿線の駅・バス停
電車
- オークスカナルパークホテル富山前停留場：富山港線

バス
- 北日本放送会館前

## 主なイベント
- 北日本放送主催のイベントであるKNBサマーフェスティバルが毎年7月の第1日曜日に行われている。

その他にも様々なイベントなどが行われている。